# Ibahernando
Ibahernando est une commune de la province de Cáceres dans la communauté autonome d'Estrémadure en Espagne.

## Personnalité liées à Ibahernando
- Javier Cercas (1962), écrivain et traducteur espagnol est né à Ibahernando. Il retrace partiellement l'histoire du village durant la guerre civile espagnole dans son roman biographique Le Monarque des ombres (Actes Sud, 2018)[1].
- L'eurodéputé socialiste espagnol Alejandro Cercas (1949), cousin du précédent, est également natif du village[2].
- Le biochimiste espagnol Eliado Vinuela (1937-1999) y est né[3].